# 諾曼鎮區 (明尼蘇達州派恩縣)
諾曼鎮區（英語：Norman Township）是位於美國明尼蘇達州派恩縣的一個行政鎮區。

## 地方資料
諾曼鎮區的面積為93.17平方千米，當中陸地面積為92.72平方千米，而水域面積為0.45平方千米。根據2020年美國人口普查的數據，當地共有人口298人，而人口密度為每平方千米3.2人。